# Municipio de Michigamme
El municipio de Michigamme (en inglés: Michigamme Township) es un municipio ubicado en el condado de Marquette en el estado estadounidense de Míchigan. En el año 2010 tenía una población de 349 habitantes y una densidad poblacional de 0,95 personas por km².

## Geografía
El municipio de Michigamme se encuentra ubicado en las coordenadas 46°39′11″N 87°58′50″O / 46.65306, -87.98056. Según la Oficina del Censo de los Estados Unidos, el municipio tiene una superficie total de 367.86 km², de la cual 344,96 km² corresponden a tierra firme y (6,22 %) 22,89 km² es agua.

## Demografía
Según el censo de 2010, había 349 personas residiendo en el municipio de Michigamme. La densidad de población era de 0,95 hab./km². De los 349 habitantes, el municipio de Michigamme estaba compuesto por el 97,13 % blancos, el 0,57 % eran amerindios y el 2,29 % eran de una mezcla de razas. Del total de la población el 0 % eran hispanos o latinos de cualquier raza.